# Lijst van Tsjechische schrijvers
Dit is een lijst van Tsjechische en Tsjechischtalige schrijvers. De lijst geeft een opsomming van Tsjechischtalige schrijvers en dichters die gerekend worden tot de Tsjechische literatuur.

## B
- Ivan Blatný

## C
- Karel Čapek

## D
- Jakub Deml
- Ema Destinnová
- Viktor Dyk

## F
- František Fajtl
- Josef Bohuslav Foerster
- Zdena Frýbová

## H
- Kryštof Harant
- Jaroslav Hašek
- Václav Havel
- Bohumil Hrabal
- Petr Hruška

## J
- Milena Jesenská

## K
- Egon Erwin Kisch
- Ladislav Klíma
- Ivan Klíma
- Pavel Kohout
- Leopold Kompert
- Jiří Kratochvil
- Hans Krijt
- Milan Kundera
- Jaroslav Kvapil

## L
- Josef Lada
- Arnošt Lustig

## M
- Adam Michna z Otradovic
- Daniel Micka

## N
- Božena Němcová
- Jan Neruda

## O
- Milan Ohnisko
- Patrik Ouředník

## P
- Václav Pichl

## R
- Jaroslav Rudiš

## S
- Jaroslav Seifert
- Josef Škvorecký

## T
- Edith Templeton

## U
- Hermann Ungar

## V
- Jaroslava Vondráčková

## W
- Jiří Weil

## Z
- Jan Zahradníček
- Tomáš Zdechovský